# 1,3,7-Trimetilurinska kiselina
1,3,7-Trimetilurinska kiselina (trimetilurinska kiselina, 8-oksi-kofein) purinski alkaloid je koji nastaje u pojedinim biljkama i javlja se kao manje zastupljeni metabolit kofeina kod ljudi. Enzimi koji metabolizuju kofein u 1,3,7-trimetilurinsku kiselinu kod ljudi obuhvataju CYP1A2, CYP2E1, CYP2C8, CYP2C9, i CYP3A4.

## Spoljašnje veze
- MSDS entry